# 페니 핀처
《페니 핀처》(프랑스어: Radin!)는 2016년에 개봉한 프랑스의 영화이다.

## 줄거리
믿을 수 없을 만큼 인색한 바이올리니스트 프랑수아 고티에는 돈을 전혀 쓰지 않기 위해 자신의 삶을 조직한다. 경제 상황이 그를 너무 기뻐 미치게 만들면, 반면에 지불이 그를 불안하게 만든다. 어느 날, 그는 한 여자를 만나 사랑에 빠지면서 모든 것이 바뀐다. 하지만 그는 그녀의 딸 로라를 만나 사랑에 빠진다. 로라는 그가 이전에는 알지 못했던 존재다. 프랑수아는 자신의 큰 결점을 숨기고 싶어서 주변 사람들에게 거짓말을 하기 시작하고, 그의 거짓말은 결국 큰 대가를 치르게 된다.
크레딧 이후 장면
프랑수아와 로라는 멕시코의 버려진 길가에 있다. 차량이 통행하지 않는다. 로라는 지쳐있다. 프랑수아는 낙관적이며 히치하이킹을 한다. 차가 다가오고 있다. 프랜시스는 로라에게 다시는 그런 종류의 차를 타지 않겠다고 말하고 도로에 등을 돌린다. 로라는 일어나서 차를 멈추려고 한다. 프랜시스는 그를 제지하려 한다.

## 캐스팅
- 대니 분 : 프랑수아 고티에 역
- 로렌스 아르네 : 발레리 역
- 노에미 슈미트 : 로라 역
- 파트리크 리드몽 : 세드릭 역
- 크리스토프 카나르 : 질 역
- 크리스토프 파브르 : 드미스터 역
- 캐리너 마리몬 : 캐롤 역